# Votomita guianensis
Pour les articles homonymes, voir Bois de fer.
Espèce
Classification APG III (2009)
Synonymes
Selon Tropicos (23 février 2022)
- Coryphadenia abnormis (Naudin) Morley
- Mouriri abnormis Naudin

Selon GBIF (23 février 2022)
- Coryphadenia abnormis (Naudin) Morley
- Coryphadenis abnormis (Naudin) Morley
- Glossoma arborescens Willd.
- Glossoma guianensis (Aubl.) Forsyth fil.
- Glossoma votomita Roem. & Schult.
- Mouriri abnormis Naudin
- Mouriria abnormis Naudin

Votomita guianensis est une espèce de plantes à fleurs de la famille des Melastomataceae (anciennement des Memecylaceae). C'est un arbres ou un arbuste néotropical endémique d'Amérique du Sud et trouvé seulement en Guyane et au Suriname. Il s'agit de l'espèce type du genre Votomita Aubl..
En Guyane, il est connu sous les noms de Bois de fer (nom commercial) et Topi (Paramaka).

## Description
Votomita guianensis est un arbre ou arbuste, glabre, atteignant 20 m de haut, pour 15 cm de diamètre ou plus d'épaisseur.
Les jeunes rameaux sont quadrangulaires à étroitement à 4 ailes.
Le bois dur est de couleur jaunâtre.
Le pétiole est long de 4 à 9 mm.
Les feuilles sont coriaces.
Le limbe est long de (7)9-12(17) cm pour (3)4-5(6) cm de large, de forme oblongues-elliptiques à ovales-elliptiques elliptiques (ou rarement ovales), à apex brusquement acuminé, à base largement arrondie à largement aiguë.
La nervure médiane est cannelée sur le dessus, arrondie en dessous à la base, arrondie ou devenant à 2 angles ou étroitement à 2 ailes vers l'apex.
Les nervures latérales sont invisibles à l'état frais (devenant vaguement visibles lorsqu'elles sont sèches).
Les stomates sont superficiels ou en groupes peu profonds ou rarement réunis en petites cryptes.
L'inflorescence est une cyme solitaire ou par paire, pendante, de 2-5 fleurs, et se forme à l'aisselle des feuilles de la croissance de l'année en cours.
Le pédoncule est long de 2,5-12 mm.
Les bractées triangulaires sont caduques et longues de 1 mm.
Les pédicelles sont longues de 5 à 17 mm.
Le véritable pédicelle est long de 5 à 17 mm.
Le calice comprend un hypanthe de couleur vert blanchâtre, de forme campanulée-obconique, longue de 3-4 mm pour environ 3 mm de diamètre, presque tronqué, avec des lobes larges de 1,8-2,4 mm tronqués, apiculés, et séparés entre eux par une petite encoche.
Les pétales sont de couleur blanchâtres (ou légèrement rose pâle), sessiles, de forme oblongue-obovale, brusquement acuminés à l'apex, longs de 5-6,5 mm pour 2-3,1 mm de large, recourbés vers l'extérieur à mesure que la fleur s'épanouit.
Les étamines sont conniventes autour du style, séparées, longues de 2,9-4,7 mm, et comportent des filets longs de 0,5 mm.
Les anthères sont dorées, longues de (2,8)3-4,5 mm, avec une thèques longue de (1,4)1,5-2 mm, parfois dotées à l'apex de glandes planes de 0,1-0,15 mm de diamètre.
L'ovaire est infère à placentation libre-centrale ou axile, et comporte 1-(2) loges contenant 9-10 ovules.
Le style est long de 5 mm.
Les fruits sont des baies orange, d'environ 79 mm de diamètre, couronnées par un calice persistant.
L'unique graine globuleuse mesure environ 6,5 mm de diamètre,.

## Répartition
Votomita guianensis est présente une aire de répartition restreinte depuis l'est du Suriname (monts Pakaraima) jusqu'à l'ouest de la Guyane.

## Écologie
Votomita guianensis pousse dans les forêts humides au-dessus du niveau d'inondation, principalement en dessous de 100 m d'altitude (jusqu'à 450 m en Guyane).

## Protologue

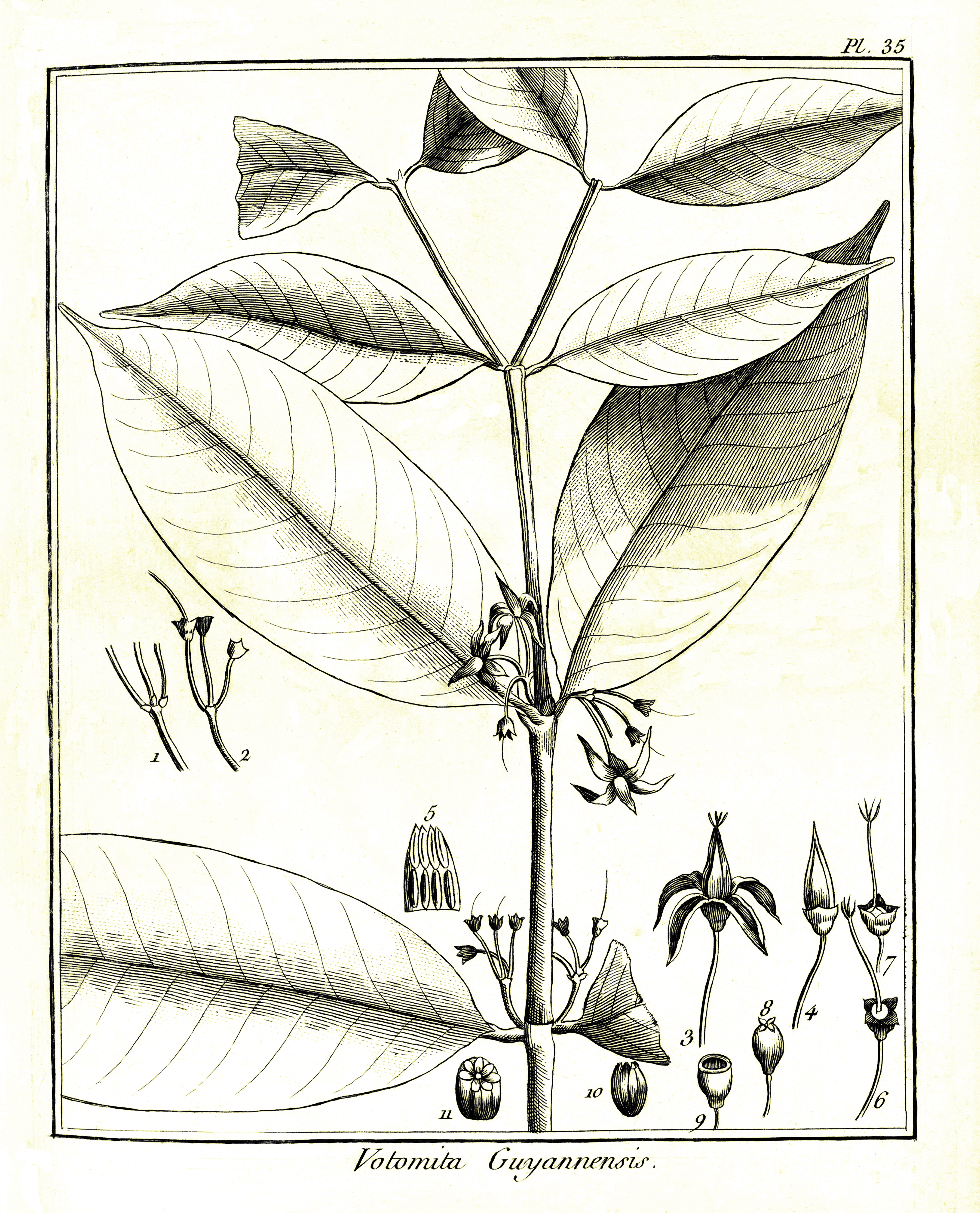
Votomita guianensis par Aublet (1775)
Planche 35 : On a groſſi les parties de la fleur, & du fruit examiné avant ſa maturité. - 1. Pédoncule du bouquet de fleur. - 2. Pédoncule du bouquet de fleur. Calices. - 3. Fleur épanouie. Étamines. - 4. Bouton de fleurs. - 5. Filets des étamines. anthères. - 6. Calice ouvert, diſque. Style, Stigmates. - 7. Calice. Style. Stigmates. - 8. Baie. - 9. Baie coupée en travers. - 10. Graine vue à la loupe. - 11. Graine coupée en travers 3 vue à la loupe.

En 1775, le botaniste Aublet propose le protologue suivant :
« VOTOMITA Guianenſis. (Tabula 35.)
Frutex trunco quinque vel ſex-pedali, ad apicem ramos plurimos nodoſos, undique ſparſos emittens, quorum ramuſculi ſunt quadrangulares. Folia oppoſita, ſubſeſſilia, ovata, acuminata, glabra, rigida, integerrima. Stipula brevis, acuta, utrinque intra baſim petiolarum, decidua. Flores corymboſi, axillares. Corymbi oppoſiti, axillares, & tri vel quadri-flori. Singulus nos pedunculo donatur, & squamula ad baſim pedunculi. Corolla alba.
Nomen caribæum 'VOTOMIT'.
Florebat Septembri.
Habitat in ſylvis prope habitacula Galibienſia.
Drupa nondum ad maturitatem pervenerat.
LE VOTOMITE de la Guiane. (PLANCHE 35.)
Cet arbrisseau eſt de moyenne grandeur. Son tronc s'élève a cinq ou ſix pieds, ſur cinq à ſix pouces de diamètre. Son écorce eſt brune. Son bois eſt jaunâtre, dur & compacte. Il pouſſe à ſon ſommet des branches rameuſes, & noueuſes, les unes droites, & d'autres inclinées, chargées de feuilles deux à deux, oppoſées, & diſpoſées en croix, elles ſont entières, vertes, liſſes, fermés, épaiſſes, ovales, terminées par une longue pointe. Le pédicule eſt très court, convexe en deſſous, creuſe en goutière en deſſus ; & entre leur attache, il a de chaque côté une stipule aiguë qui tombe de bonne heure. Les plus grandes feuilles ont ſix pouces & demi de longueur, ſur deux & demi de largeur.
A chaque aiſſelle des feuilles naît un pédoncule qui porte deux, trois ou quatre fleurs. Chaque fleura ſon pédoncule particulier, garni d'une écaille à ſa baſe. Le bouton de fleur eſt conique.
Le calice eſt d'une ſeule pièce en forme de coupe, diviſé en ſon bord en quatre petites parties ; il fait corps avec l'ovaire.
La corolle eſt à quatre pétales blancs, longs, étroits & aigus. En s'épanouiſſant ils ſe courbent & s'inclinent en dehors.
Les étamines ſont au nombre de quatre ; leur filet eſt très court.
Les anthères ſont longues, droites, terminées par un feuillet membraneux. Les quatre anthères ſe rapprochent, & forment un tube. Elles ſont à deux bourſes, & elles s'ouvrent dans l'intérieur du tube.
Le piſtil eſt un ovaire couronne d'un petit diſque, du centre duquel s'élève un style grêle, blanc, qui enfile le tuyau forme par les anthères, & qui eſt blanc, terminé par quatre stigmates longs, & aigus.
L'ovaire, conjointement avec le calice, devient une baie que je n'ai pas vue dans ſa maturité, mais l'ayant coupée, j'ai obſervé quelle n'avoit qu'une ſeule loge & une ſeule graine.
VOTOMIT eſt le nom que les Galibis donnent à cet arbre.
II étoit en fleur dans le mois de Septembre.
J'ai trouvé le votomit dans les grandes forêts qui ſont près des habitations des Galibis, à trois lieues de la rivière de Sinémari.

On a groſſi les parties de la fleur, & du fruit examine avant ſa maturité. »
— Fusée-Aublet, 1775.